# وادیاگودا (استان شرقی)
وادیاگودا (به لاتین: Wadiyagoda) یک منطقهٔ مسکونی در سری‌لانکا است که در استان مرکزی (سری‌لانکا) واقع شده‌است.